# Tuł

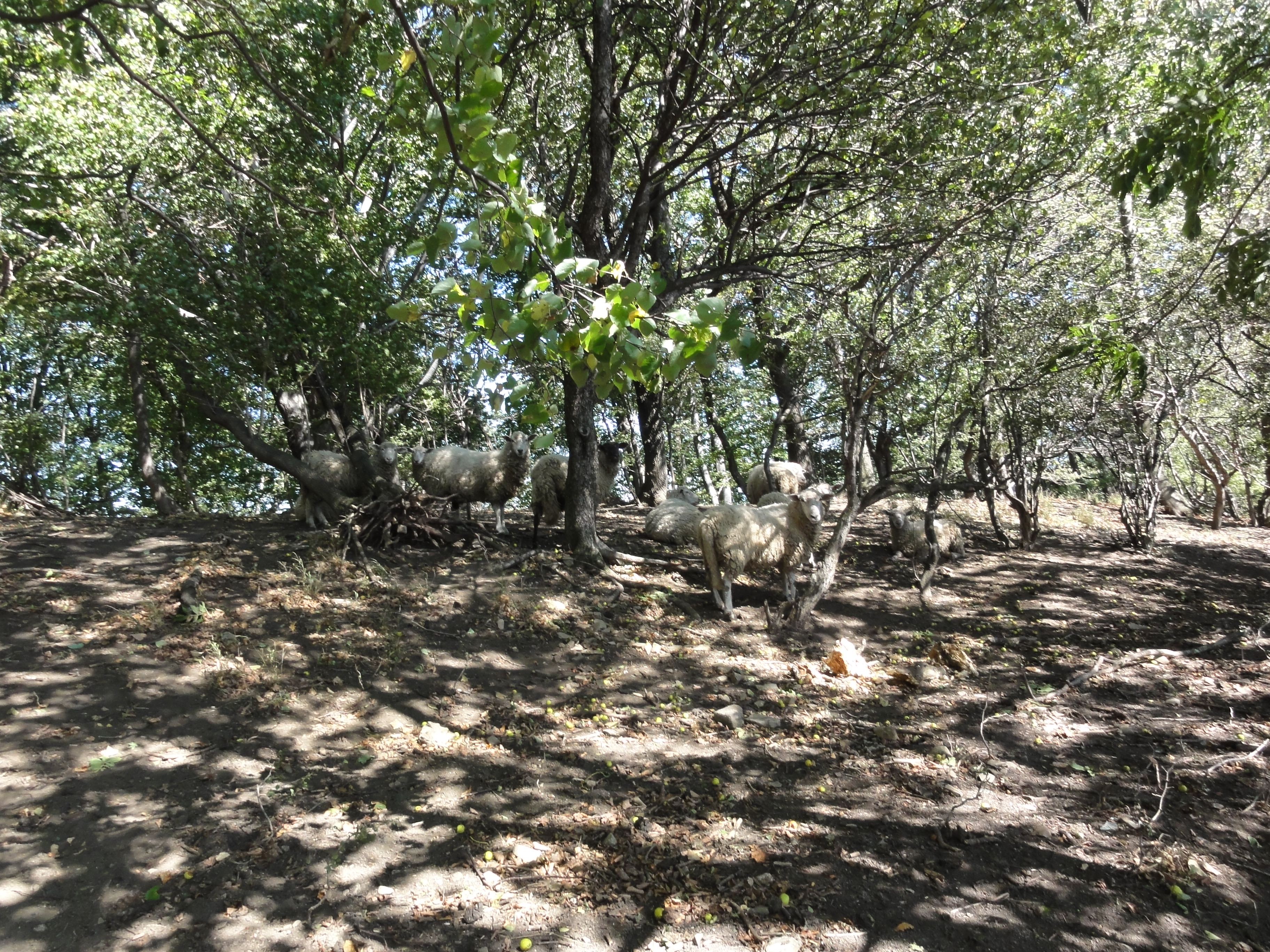
Schafe im Gipfelbereich

Der Tuł ist ein Berg in Polen. Er liegt auf dem Gemeindegebiet von Goleszów. Mit einer Höhe von 621 m n.p.m. ist er einer der niedrigeren Berge im Rücken des Czantoria-Kamms der Schlesischen Beskiden. Der Berg liegt nordwestlich des Hauptkamms in den Ausläufern des Schlesischen Vorgebirges.
Auf dem Gipfel befand sich eine bronzezeitliche Siedlung der Lausitzer Kultur, die ab 1997 archäologisch erforscht wurde. Es wird vermutet, dass dort vor ca. 3000 Jahren bis zu 150 Menschen auf 3 ha gelebt haben.

## Tourismus
Der Berg stellte lange Zeit ein Naturreservat dar. Mittlerweile kann er wieder auf markierten Wegen aus Ustroń und Goleszów erreicht werden. Unterhalb des Gipfels befindet sich die Berghütte Pod Tułem.